# Vélizy-Villacoublay
Vélizy-Villacoublay és un municipi francès, situat al departament d'Yvelines i a la regió de l'Illa de França. L'any 1999 tenia 20.342 habitants.
Forma part del cantó de Versalles-2, del districte de Versalles i de la Comunitat d'aglomeració Versailles Grand Parc.
És el municipi on va néixer el compositor de sardanes Frederic Guisset, intèrpret de flabiol a la cobla Mil·lenària. La ciutat és la llar de Institut de Ciències i Tècniques de les Yvelines.